# جوسيه فييرا كوتو جي ماجالهايس
جوسيه فييرا كوتو جي ماجالهايس (ديامانتينا، 1 نوفمبر 1837 - ريو دي جانيرو، 14 سبتمبر 1898) كان سياسيًا وعسكريًا وكاتبًا وفلكلوريًا برازيليًا.
بدأ ماجالهايس دراسته في ماريانا سيمينار. درس الرياضيات في الأكاديمية العسكرية في ريو دي جانيرو وحضر دورة في المدفعية الميدانية في لندن. تخرج من كلية الحقوق في ساو باولو عام 1859.
عرف ماجالهايس المناطق الداخلية من البرازيل وكان البادئ بالملاحة البخارية في المرتفعات البرازيلية. عمل مستشارًا للدولة وعضو البرلمان عن غوياس وماتو غروسو. كان رئيسًا لمقاطعات غوياس من 8 يناير 1863 إلى 5 أبريل 1864، وفي بارا في 29 يوليو 1864 إلى 8 مايو 1866، وفي ماتو جروسو في 2 فبراير 1867 و13 أبريل 1868، وساو باولو من 10 يونيو حتى 16 نوفمبر 1889 والتي تم خلالها تم إعلان الجمهورية. تم القبض على ماجالهايس وإرساله إلى ريو دي جانيرو وتم إطلاق سراحه تقديرا لثقافته الضخمة وأعمال المجتمع لتطهير الأراضي البرازيلية الخلفية.
يتحدث ماجالهايس الفرنسية والإنجليزية والألمانية والإيطالية والتوبي والعديد من اللهجات الأصلية. كان هو من بدأ دراسات الفولكلور في البرازيل ، ونشر اختبار الأنثروبولوجيا عام 1894، من بين أعمال أخرى.
أسس في عام 1885 أول مرصد فلكي في ولاية ساو باولو، في مزرعته في بريدج العظيمة على نهر تيتي.